# Mutnofret
Mutnofret war eine altägyptische Königin. Sie war eine Nebengemahlin von Thutmosis I. (um 1500 v. Chr.), die vor allem dadurch Bedeutung erlangte, dass sie die Mutter von Thutmosis II. war, der wiederum die Nachfolge von Thutmosis I. antrat. Sie ist nur von wenigen Denkmälern bekannt. Aus Karnak stammen Objekte, die sie eindeutig als Mutter von Thutmosis II. bezeichnen. In der dem Wadjmes gewidmeten Kapelle in Theben-West fand sich eine Statue von ihr.
Sie trug die Titel „Königsmutter“ (Mut-nesut – Mwt-nswt) und „Königsgemahlin“ (Hemet-nisut – Ḥmt-nswt).